# Jaroslav Marks
Jaroslav Marks (* 7. dubna 1956) je bývalý dlouholetý český florbalový reprezentační trenér a jeden ze zakladatelů florbalu v Česku.

## Klubový trenér
Marks stál u počátků florbalu v Česku. V roce 1993 přijelo do Jaroměře na florbalové soustředění družstvo Unicorns Metmensteten ze Švýcarska. Po vlivem této návštěvy vznikl na základně futsalového oddílu, ve kterém hrál i Marks, jeden z prvních českých florbalových klubů, TJ Sokol Jaroměř.
Marks se stal v nově vzniklém oddíle trenérem, jedním v prvních specializovaných trenéru v českém florbale. Jaroměř se kvalifikovala do, v roce 1994 nově založené, 1. ligy a udržela se v ní tři sezóny.
Během své trenérské kariéry vystřídal několik klubů. Významné bylo jeho působení v mužském extraligovém týmu Sokol Pardubice v letech 2006 až 2007 a následně v ženském FBK Jičín. V letech 2013 až 2015 trénoval ženský tým IBK Hradec Králové v 1. lize. Mimo to trénoval v klubech SKP Nymburk, CSP Hradec Králové a IBK Hradec Králové. Od roku 2016 vedl dvě sezóny roky mužský tým TJ Turnov v Národní lize a od té doby se v klubu věnuje dětem a mládeži.

## Reprezentační trenér
Marks byl v roce 1993 vybrán za prvního trenéra české mužské reprezentace, kterým byl až do roku 1998. Český výběr tedy vedl na obou Mistrovstvích Evropy a navazujících prvních dvou Mistrovstvích světa. Nejlepšího umístění, čtvrtého místa, dosáhl na prvním Mistrovství v roce 1996.
Na Mistrovství světa juniorů 2003 dovedl český tým k bronzu, první české reprezentační medaili. Po následujícím juniorském mistrovství přešel k ženské reprezentaci.
Ženský výběr dovedl na svém druhém ženském mistrovství světa v roce 2009 poprvé v historii do semifinále.
Od roku 2010 převzal slovenskou reprezentaci žen i juniorek. Ženský tým vedl do roku 2015, kdy rezignoval a nahradil ho Michal Jedlička.
Celkem se s různými týmy zúčastnil 16 mistrovství.
| Umístění | Soutěž                                                       |
| -------- | ------------------------------------------------------------ |
| 6.       | Mistrovství Evropy ve florbale mužů 1994                     |
| 5.       | Mistrovství Evropy ve florbale mužů 1995                     |
| 4.       | Mistrovství světa ve florbale mužů 1996                      |
| 6.       | Mistrovství světa ve florbale mužů 1998                      |
|          | Mistrovství světa ve florbale mužů do 19 let 2003            |
| 5.       | Mistrovství světa ve florbale mužů do 19 let 2005            |
| 4.       | Mistrovství světa ve florbale žen 2007                       |
| 4.       | Mistrovství světa ve florbale žen 2009                       |
| 5.       | Mistrovství světa ve florbale žen do 19 let 2010 (Slovensko) |
| 12.      | Mistrovství světa ve florbale žen 2011 (Slovensko)           |
| 6.       | Mistrovství světa ve florbale žen do 19 let 2012 (Slovensko) |
| 9.       | Mistrovství světa ve florbale žen 2013 (Slovensko)           |
| 5.       | Mistrovství světa ve florbale žen do 19 let 2014 (Slovensko) |
| 8.       | Mistrovství světa ve florbale žen 2015 (Slovensko)           |
| 7.       | Mistrovství světa ve florbale žen do 19 let 2016 (Slovensko) |
| 8.       | Mistrovství světa ve florbale žen do 19 let 2018 (Slovensko) |

## Florbalový funkcionář
Od roku 1994 byl členem Výkonného výboru České florbalové unie.

## Ocenění
V roce 2022 byl během Superfinále vyhlášen jednou z 12 osobností první dekády Českého florbalu (1992–2000).